# Grup 11 de la taula periòdica
| Grup    | 11     |
| Període |        |
| 4       | 29 Cu  |
| 5       | 47 Ag  |
| 6       | 79 Au  |
| 7       | 85% Rg |
|         |        |

El grup 11 o de la taula periòdica el comprenen els elements següents;
- Coure (Cu)
- Plata (Ag)
- Or (Au)

L'element Unununi (Rg), en ser un element sintètic, i al no trobar-se de manera natural, no es té en compte al parlar dels elements del grup 11, tot i que estrictament en forma part.
| Codi de colors usat a la taula: | Metalls de transició |

El grup 11, segons la numeració IUPAC moderna, és un grup d'elements químics de la taula periòdica, format per coure (Cu), plata (Ag) i or (Au) i roentgeni (Rg). S'han dut a terme experiments químics per confirmar que el roentgeni es comporta com l’homòleg més pesat de l'or. El grup 11 també es coneix com a metalls d'encunyació, perquè es fan servir per encunyar monedes, mentre que l'augment dels preus dels metalls fa que l'argent i l'or ja no s'utilitzin per a la circulació de la moneda, romanent en ús per als lingots, el coure encara s'utilitza per a monedes fins ara, ja sigui en forma de moneda revestida de coure o com a part de l'aliatge de cuproníquel. Molt probablement van ser els tres primers elements descoberts. El coure, l'argent i l'or es troben naturalment en forma elemental. El coure i l'or són dels pocs metalls que presenten coloració.
A banda de les aplicacions monetàries o decoratives, tenen moltes altres aplicacions industrials per les propietats particulars. Són molt bons conductors de l'electricitat (els més conductors de tots els metalls són l'argent, el coure i l'or, en aquest ordre). L'argent també és l'element que presenta la conductivitat tèrmica i la reflectància de la llum més grans. A més, l'argent té la poc comuna propietat que la capa que es forma en oxidar-se continua sent conductora de l'electricitat.
El coure també s'empra àmpliament en cables elèctrics i en electrònica. A vegades s'empren contactes d'or en equips de precisió. A vegades també s'empra l'argent en aquestes aplicacions, i també en fotografia, agricultura, medicina, equips de so i aplicacions científiques.
Aquests metalls són força blans i no suporten bé l'ús diari de les monedes, perquè es desgasten amb el temps. Per això han d'estar aliats amb altres metalls per a obtenir monedes més duradores, dures i resistents al desgast.

## Història
Tots els elements del grup, excepte el roentgeni, es coneixen des de la prehistòria, ja que tots es troben en forma metàl·lica a la natura i no cal cap metal·lúrgia d'extracció per produir-los.
El coure era conegut i utilitzat al voltant de l'any 4000 aC i d'n van fabricar i utilitzar molts articles, armes i materials amb coure.
Les primeres evidències d'extracció de plata es remunten al 3000 aC, a Turquia i Grècia, segons l'RSC. La gent antiga fins i tot va descobrir com refinar la plata.
El metall més antic registrat utilitzat pels humans sembla ser l'or, que es pot trobar lliure o «nadiu». S'han trobat petites quantitats d'or natural a les coves espanyoles utilitzades durant el període del Paleolític final, c. 40.000 aC. Els artefactes d'or van fer la seva primera aparició a l'inici mateix del període predinàstic a Egipte, a finals del V mil·lenni aC i principis del quart, i la fosa es va desenvolupar durant el curs del IV mil·lenni; artefactes d'or apareixen a l'arqueologia de la Baixa Mesopotàmia a principis del IV mil·lenni.
El roentgeni es va aconseguir l'any 1994 bombardejant àtoms de níquel-64 en bismut-209 per fer roentgeni-272.

## Característiques
Com altres grups, els membres d'aquesta família mostren patrons en configuració electrònica, especialment a les capes més externes, donant lloc a tendències en el comportament químic, tot i que probablement el roentgeni és una excepció:
| Z   | Element   | Nombre d'electrons/shell            |
| --- | --------- | ----------------------------------- |
| 29  | coure     | 2, 8, 18, 1                         |
| 47  | plata     | 2, 8, 18, 18, 1                     |
| 79  | or        | 2, 8, 18, 32, 18, 1                 |
| 111 | roentgeni | 2, 8, 18, 32, 32, 17, 2 (predicció) |

Tots els elements del grup 11 són metalls relativament inerts i resistents a la corrosió. El coure i l'or són de color, però la plata no. S'espera que el roentgeni sigui platejat, tot i que no s'ha produït en quantitats prou grans per confirmar-ho.
Aquests elements tenen una baixa resistivitat elèctrica per la qual cosa s'utilitzen per al cablejat. El coure és el més barat i el més utilitzat. Els cables de connexió per als circuits integrats solen ser daurats. El cablejat de plata i coure platejat es troben en algunes aplicacions especials.

### Reactivitat química i tendències en grup
Els elements del grup 11 es caracteritzen per tenir un sol electró s (configuració d 10 s 1 electrònica), com els metalls alcalins (configuració p 6 s 1) i, per tant, s'esperarien propietats una mica similars. A la pràctica, les analogies es limiten a l'existència d'un estat d'oxidació +1, mentre que les propietats químiques són molt diferents. De fet, cal considerar que un nivell d complet protegeix l'electró extern molt menys que un nivell p complet. En conseqüència, pel que fa als metalls alcalins, al grup 11 tenim que:
- l'electró s està més lligat al nucli i la primera energia d'ionització és molt més alta;
- els radis iònics són molt més petits que el metall alcalí corresponent. K +, Rb + i Cs + tenen radis iònics de 138, 152 i 167 pm, mentre que Cu +, Ag + i Au + tenen radis iònics de 77, 115 i 137 pm;
- el punt de fusió és més alt; els elements del grup 11 són més durs i densos;
- la reactivitat és menor i els compostos són més covalents. Mentre que els metalls alcalins són els més reductors de la sèrie electroquímica, amb potencials més negatius que –2,7 V, els metalls del grup 11 es troben prop de l'altre extrem de l'escala: els potencials reductors M + /M són +0,52, +0,80 i +1,69 V. per al coure, la plata i l'or respectivament.

D'altra banda, un nivell d complet es pot veure afectat més fàcilment que un nivell p complet. En conseqüència, el segon i tercer potencials d'ionització són més baixos en els metalls del grup 11 que en els metalls alcalins, de manera que el coure, la plata i l'or poden accedir a estats d'oxidació superiors a +1. En resum, totes aquestes diferències es deuen al fet que els elements del grup 11 són efectivament metalls de transició, mentre que els metalls alcalins no ho són.

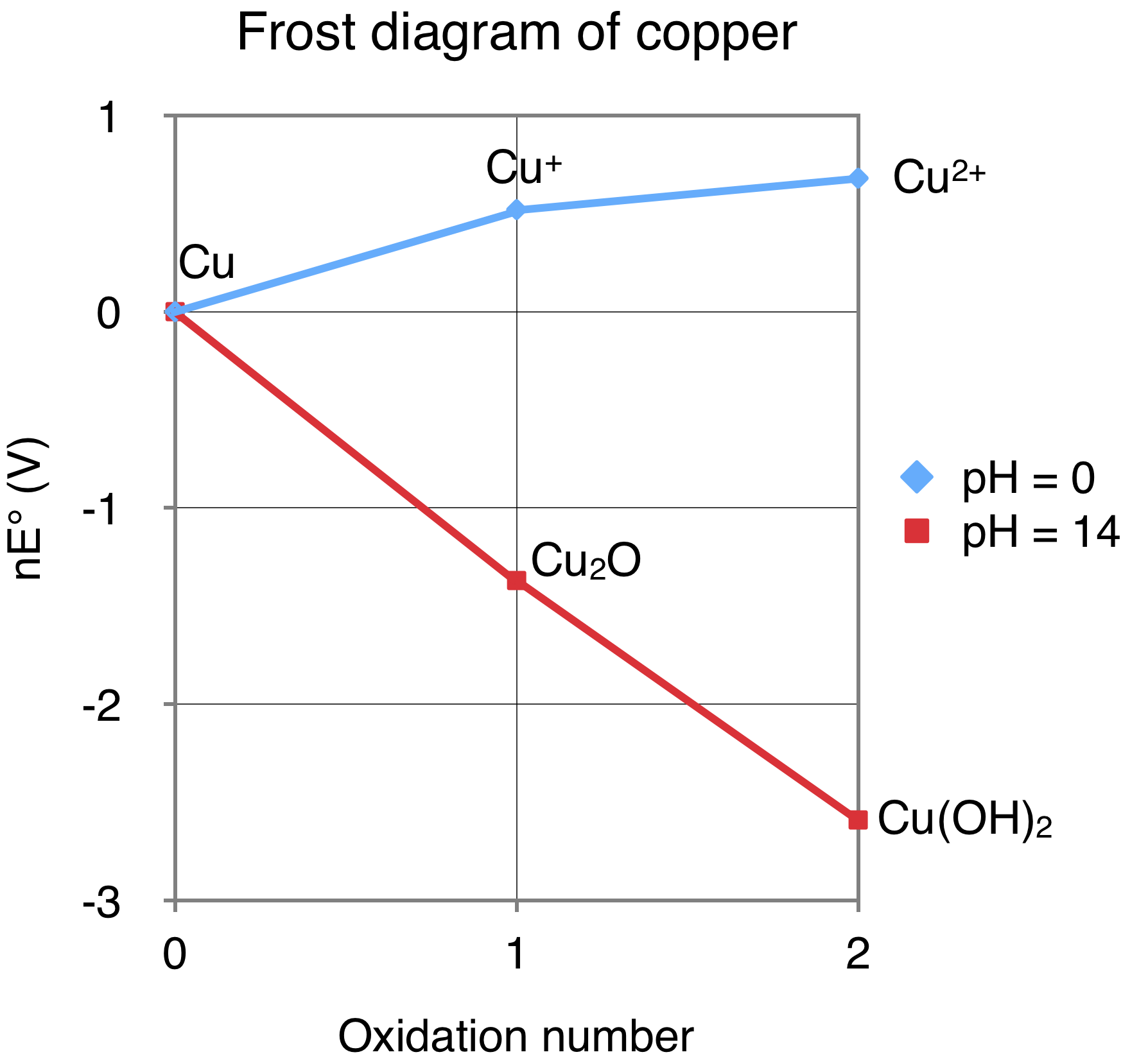
Diagrama de gelades per al coure.

Com a metalls, els elements del grup 11 formen un gran nombre d'aliatges amb molts altres metalls, que han estat i són tecnològicament importants. La reactivitat de Cu, Ag i Au disminueix baixant pel grup, com és previsible atesos els valors anteriorment esmentats dels potencials de reducció; la inercia de l'or l'associa amb els metalls del grup del platí. Els tres metalls són estables a l'aire sec a temperatura ambient. En presència d'humitat, el coure s'oxida lentament a la superfície, formant la típica pàtina verdegris, que és un carbonat de coure bàsic CuCO ₃ ·Cu (OH)₂ . A la calor vermella el coure també s'oxida a l'aire sec i es forma l'òxid, Cu₂ O. El coure també és atacat pel sofre i els halògens. La plata és sensible al sofre i als seus compostos, i s'ennegreix característicament reaccionant amb traces de H ₂ S presents a l'aire, per donar al sulfur Ag₂ S un color negre:
2Ag + H2S → Ag2S + H₂
En condicions similars, el coure forma un sulfat bàsic de color verd. L'or, en canvi, no reacciona amb el sofre. En general, la reactivitat d'aquests metalls es facilita en presència d'oxidants i, per tant, en absència d'aire no es dissolen en àcids diluïts. Tanmateix, el coure i la plata es dissolen en H₂ SO4 concentrat quan s'escalfa i amb HNO₃ també diluït:
Cu + 2H₂SO4 (conc. bollente) → CuSO4 + 2H₂O + SO₂
Ag + 2HNO₃ → AgNO₃ + NO₂ + H₂O
L'or només es fon si hi ha al mateix temps un oxidant fort i un bon complexant; normalment s'utilitza aqua regia, una barreja 3:1 de HCl concentrat i HNO ₃:
Au + 3HNO ₃ + 4HCl → HAuCl4 + 3NO₂ + 3H2O
En aquest grup el nombre d'estats d'oxidació que es poden obtenir continua disminuint, com a conseqüència de l'estabilització progressiva dels orbitals d al final de la sèrie de transició. En solució aquosa els estats d'oxidació més comuns són +2 per al coure (Cu + és inestable), +1 per a la plata i +3 per a l'or. Per tant, es respecta la tendència habitual amb una major estabilitat dels estats d'oxidació més alts que baixen d'un grup.
Pel que fa a la química de coordinació, seguint la tendència ja observada en els grups anteriors, ateses les seves dimensions, aquests elements tenen poca propensió a formar compostos amb número de coordinació superiors a 6. Tinguis en compte que els ions amb estat d'oxidació +1 poden formar complexos amb número de coordinació 2, que són força rars.

## Presència
El coure es troba en la seva forma nativa a Xile, Xina, Mèxic, Rússia i els EUA. Diversos minerals naturals de coure són: calcopirita (CuFeS₂), coure cuprita o robí (Cu₂ O), calcocita (Cu₂ S), malaquita, (Cu(OH)₂ CuCO₃) i atzurita (Cu(OH))₂ 2CuCO₃).
La pirita de coure és el principal mineral i produeix gairebé el 76% de la producció mundial de coure.

## Producció
La plata es troba en forma nativa, com un aliatge amb or (electre), i en minerals que contenen sofre, arsènic, antimoni o clor. Els minerals inclouen argentita (Ag₂S), clorargirita (AgCl) que inclou Clorargirita i pirargirita (Ag₃ SbS₃). La plata s'extreu mitjançant el procés Parkes.

## Aplicacions
Aquests metalls, especialment la plata, tenen propietats inusuals que els fan imprescindibles per a aplicacions industrials fora del seu valor monetari o decoratiu. Tots ells són excel·lents conductors de l'electricitat. Els metalls més conductors (en volum) de tots els metalls són la plata, el coure i l'or en aquest ordre. La plata també és l'element més tèrmicament conductor i l'element que més reflecteix la llum. La plata també té la propietat inusual que el desgast que es forma a la plata encara és altament conductor de l'electricitat.
El coure s'utilitza àmpliament en el cablejat i els circuits elèctrics. Els contactes d'or de vegades es troben en equips de precisió per la seva capacitat de romandre lliures de corrosió. La plata s'utilitza àmpliament en aplicacions de missió crítica com a contactes elèctrics, i també s'utilitza en fotografia (perquè el nitrat d'argent es converteix en metall en exposició a la llum), agricultura, medicina, audiòfils i aplicacions científiques.
L'or, la plata i el coure són metalls força tous i, per tant, es fan malbé fàcilment en l'ús diari com a monedes. Els metalls preciosos també es poden abrasar i desgastar fàcilment amb l'ús. En les seves funcions numismàtiques, aquests metalls s'han d'aliar amb altres metalls per oferir a les monedes una major durabilitat. L'aliatge amb altres metalls fa que les monedes resultants siguin més dures, menys propenses a deformar-se i més resistents al desgast.
Monedes d'or: les monedes d'or es produeixen normalment com un 90% d'or (per exemple, amb monedes dels EUA anteriors a 1933), o d'or de 22 quirats (91,66%) (per exemple, monedes de col·lecció actuals i Krugerrands), amb el coure i la plata que constitueixen el pes restant en cada cas. S'estan produint monedes d'or de lingots amb fins a un 99,999% d'or (a la sèrie Canadian Gold Maple Leaf).
Monedes de plata: les monedes de plata es produeixen normalment amb un 90% de plata, en el cas de monedes encunyades als Estats Units anteriors a 1965 (que van circular a molts països), o monedes de plata de llei (92,5%) per a la Commonwealth britànica i altres monedes de plata anteriors a 1920 d'encunyació, amb el coure com a pes restant en cada cas. Les antigues monedes europees es produïen habitualment amb un 83,5% de plata. Les monedes modernes de lingots de plata sovint es produeixen amb una puresa que oscil·la entre el 99,9% i el 99,999%.
Monedes de coure: les monedes de coure solen tenir una puresa bastant alta, al voltant del 97%, i solen estar aliades amb petites quantitats de zinc i estany.
La inflació ha fet que el valor nominal de les monedes caigui per sota del valor en moneda forta dels metalls utilitzats històricament. Això va fer que la majoria de les monedes modernes es fessin de metalls bàsics: cuproníquel (al voltant de 80:20, de color plata) és popular, així com el níquel-llautó (coure (75), níquel (5) i zinc (20), l'or en color), manganès-llautó (coure, zinc, manganès i níquel), bronze o acer xapat simple.

## Paper biològic i toxicitat
El coure, encara que tòxic en quantitats excessives, és essencial per a la vida. Es pot trobar en l'hemocianina, la citocrom c oxidasa i la superòxid dismutasa. S'ha demostrat que el coure té propietats antimicrobianes que el fan útil per als poms de les portes dels hospitals per evitar la propagació de malalties. Se sap que menjar aliments en recipients de coure augmenta el risc de toxicitat per coure. La malaltia de Wilson és una malaltia genètica en la qual es muta una proteïna important per a l'excreció de l'excés de coure de manera que el coure s'acumula als teixits corporals, provocant símptomes com vòmits, debilitat, tremolors, ansietat i rigidesa muscular.
L'or elemental i la plata no tenen efectes tòxics ni ús biològic coneguts, encara que les sals d'or poden ser tòxiques per al fetge i el teixit renal. Igual que el coure, la plata també té propietats antimicrobianes. L'ús prolongat de preparats que contenen or o plata també pot provocar l'acumulació d'aquests metalls en el teixit corporal; els resultats de les quals són condicions de pigmentació irreversibles però aparentment inofensives conegudes com a crisiasi i argíria respectivament.
A causa de la curta vida i la radioactivitat, el roentgeni no té ús biològic, però és probable que sigui extremadament nociu per la seva radioactivitat.